# Toutosa
Toutosa ist ein Dorf im portugiesischen Kreis Marco de Canaveses. In ihm leben 597 Einwohner (Stand: 30. Juni 2011).
Bis zum Inkrafttreten der kommunalen Neuordnung Portugals am 29. September 2013 bildete Toutosa eine eigene Gemeinde (Freguesia). Sie wurde mit der Gemeinde Santo Isidoro zur neuen Gemeinde Livração zusammengeschlossen. Der Verwaltungssitz der neuen Gemeinde befindet sich in Toutosa.